# Quaestus espanoli
Quaestus espanoli es una especie de escarabajo del género Quaestus, familia Leiodidae. Fue descrita por Salgado en 1977.

## Distribución
Se encuentra en España.